# Krostkowo
Krostkowo (prononciation : [krɔstˈkɔvɔ]) est un village polonais de la gmina de Białośliwie dans le powiat de Piła de la voïvodie de Grande-Pologne dans le centre-ouest de la Pologne.
Il se situe à environ 5 kilomètres au nord-est de Białośliwie (siège de la gmina), 32 kilomètres à l'est de Piła (siège du powiat), et à 82 kilomètres au nord de Poznań (capitale de la Grande-Pologne).

## Histoire
De 1975 à 1998, le village faisait partie du territoire de la voïvodie de Piła.

Depuis 1999, Krostkowo est situé dans la voïvodie de Grande-Pologne.
Le village possède une population de 395 habitants en 2006.